# Грегоровиус, Фердинанд
Фердинанд Грегоровиус (нем. Ferdinand Gregorovius; 19 января 1821, Найденбург (Восточная Пруссия) — 1 мая 1891, Мюнхен) — немецкий историк и писатель.

## Биография
Фердинанд Грегоровиус окончил Кёнигсбергский университет (Альбертина). Ученик историка профессора Вильгельма Друмана.
Его первое значительное произведение «Вильгельм Мейстер Гёте в его социалистических элементах» (Кёнигсберг, 1849) обнаруживает не только глубокое понимание великого поэта, но и своеобразное истолкование современной ему жизни. Две небольшие работы, «Идея полонизма» (Кёнигсберг, 1848) и «Песни поляков и мадьяр» (Кёнигсберг, 1849), были написаны в защиту этих наций. Два года спустя напечатал драму «Смерть Тиберия» (Гамбург, 1851) и «Историю римского императора Адриана и его времени» (Кёнигсберг, 1851). Это произведение было им совершенно переработано и снова напечатано под заглавием «Император Адриан, картина римско-эллинского мира в его время» (Штутгарт, 1884). В 1852 году отправился в Италию, посетив по дороге Корсику, о которой написал целую книгу (3 изд., 1878). Результат своих итальянских наблюдений Грегоровиус изложил в сборнике «Годы странствований по Италии» (Лейпциг, 1857-77). Чудеса Помпеи он изобразил в эпическом стихотворении «Эвфорион», написанном гекзаметрами (5 изд. 1883; иллюстрир. изд. 1872); затем он перевёл «Песни Джиованни Мели из Палермо» (Лейпциг, 1856). Его работа «Могильные памятники пап» (2 изд., 1881) была подготовительным обзором к тому труду, который сделался главной задачей его жизни: «История города Рима в Средние века» (Штутгарт, 3 изд. 1875 и след.). «Истории города Рима» принадлежит одно из первых мест среди произведений той школы немецких историков, которые выдвигают изучение «культурной» жизни в смысле взаимодействия идей, нравов, политики, литературы и искусства. Обладая живым, иногда даже поэтическим слогом, Грегоровиус сумел историческую топографию города Рима и его архитектурную историю слить с характеристикою итальянской литературы, искусства и внешнего быта вообще, с систематическою историею папства и римского народа. Общинный совет города Рима предпринял издание итальянского перевода этого произведения на общественный счёт и избрал его почётным гражданином города Рима; он был первым протестантом, удостоившимся этого отличия. На русский язык первые шесть томов «Истории города Рима Средние века» перевёл В. И. Савин (СПб., 1888).
Кроме того Грегоровиус создал: «Лукреция Борджиа, по документам и переписке её времени» (3 изд., 1875); «Урбан VIII в споре с Испанией и императором, эпизод из 30-летней войны» (1879); «Корфу, ионийская идиллия», параллель к идиллии «Капри»; «Афинаида, история византийской императрицы» (1882). Издал «Письма Александра ф. Гумбольдта к брату Вильгельму» (Штутгарт, 1880) и написал к ним биографическое введение. В 1880 году совершил поездку в Грецию. Затем жил попеременно в Риме и Мюнхене, работая для обеих местных академий наук. Последнее его крупное произведение — «История города Афины в Средние века» (Штутгарт, 2 изд., 1889).

## Труды
На немецком
- Konrad Siebenhorn’s Höllenbriefe an seine lieben Freunde in Deutschland, Hrsg. von Ferdinand Fuchsmund (Pseud. für F. Gregorovius). Königsberg, Th. Theile, 1843. Neuausgabe (herausgegeben von Ferdinand Fuchsmund und Hans-Joachim Polleichtner), hohesufer.com, Hannover 2011, ISBN 978-3-941513-18-1.
- Werdomar und Wladislav aus der Wüste Romantik. (Roman). 2 Teile in 1 Band. Königsberg, Universitäts-Buchhandlung, 1845.
- Die Romantik und Eichendorf’s jüngstes Buch (1848)[2]
- Die Idee des Polenthums. Zwei Bücher polnischer Leidensgeschichte (1848)
- Polen- und Magyarenlieder (1849)
- Göthe’s Wilhelm Meister in seinen socialistischen Elementen entwickelt (1849)
- Der Tod des Tiberius (Tragödie, 1851)
- Corsica. 1854. Societäts-Verlag, Frankfurt (Main) 1988, ISBN 3-7973-0274-6.
- Geschichte der Corsen. 1854. hohesufer.com, Hannover 2009, ISBN 978-3-941513-05-1.
- Corsica. Aus meiner Wanderschaft im Sommer 1852. 1854. hohesufer.com, Hannover 2009, ISBN 978-3-941513-06-8.

Die Geschichte der Corsen und Corsica. Aus meiner Wanderschaft im Sommer 1852 bilden zusammen eine vollständige Neuausgabe des Corsica-Werks von Gregorovius.
- Europa und die Revolution. Leitartikel 1848–1850. Herausgegeben von Dominik Fugger und Karsten Lorek, C.H.Beck, München 2017.
- Geschichte des römischen Kaisers Hadrian und seiner Zeit. 1851. (online), Neupublikation als Hadrian und seine Zeit. Glanz und Untergang Roms. Edition Flaschenpost im Wunderkammer Verlag, Frankfurt am Main 2011, ISBN 978-3-941245-08-2.
- Idyllen vom Baltischen Ufer. 1856, Neuauflage 1940. Gräfe und Unzer. Königsberg. hohesufer.com, Hannover 2011, ISBN 978-3-941513-17-4.
- Die Grabmäler der römischen Päpste. Historische Studien (1857)
- Geschichte der Stadt Rom im Mittelalter. 1859–1872. Neuausgabe, 2. Auflage. 4 Bände. Beck, München 1988, ISBN 3-406-07107-4.
- Wanderjahre in Italien. 1856–1877. 5. Auflage. Beck, München 1997, ISBN 3-406-42803-7.
  - Der Ghetto und die Juden in Rom. Schocken, Berlin 1935 (Bücherei des Schocken Verlags Nr. 46)
- Geschichte der Stadt Athen im Mittelalter. Von der Zeit Justinians bis zur türkischen Eroberung. 1889. dtv, München 1980, ISBN 3-423-06114-6.
- Lucretia Borgia und ihre Zeit, 1874, Neuausgabe, Wunderkammer, Neu-Isenburg 2009, ISBN 978-3-941245-04-4 (= Edition Flaschenpost).
- Neapel und Capri. Insel Verlag, Leipzig 1944 (Insel-Bücherei 340/2)
- Die Insel Capri – Idylle vom Mittelmeer. Wolfgang Jess Verlag, Dresden 1952.
- Capri. Korfu. Idyllen vom Mittelmeer. hohesufer.com, Hannover 2013, ISBN 978-3-941513-28-0.
- Euphorion. Eine Dichtung aus Pompej in vier Gesängen. F. A. Brockhaus, Leipzig 1858
- Athenais. Geschichte einer byzantinischen Kaiserin (1882)
- Eine Reise nach Palästina im Jahre 1882. (Erstveröffentlichung 1883 und 1884) C. H. Beck, München 1995, ISBN 3-406-38546-X.
- Der Kaiser Hadrian. Gemälde der römisch-hellenischen Zeit zu seiner Zeit (1884)
- Kleine Schriften zur Geschichte und Cultur, 3 Bände (1887–1892)
- Gedichte (1892)
- Römische Tagebücher 1852–1889, herausgegeben von Hanno-Walter Kruft und Markus Völkel. Verlag C.H.Beck, München 1991, ISBN 3-406-34893-9.
- Briefe nach Königsberg. Herausgegeben von Dominik Fugger und Nina Schlüter, C.H.Beck, München 2013, ISBN 978-3-406-65012-3.
- Poesie und Wissenschaft. Gesammelte deutsche und italienische Briefe.', herausgegeben von Martin Baumeister und Angela Steinsiek, Deutsches Historisches Institut in Rom 2020.

На русском
- Грегоровиус Ф. История города Рима в Средние века (от V до XVI столетия) / Пер. с нем. М. Литвинова, В. Линде, В. Савина. — М.: Альфа-книга, 2008. — 1280 с. — (Полное издание в одном томе). — 6000 экз. — ISBN 978-5-9922-0191-8.
- Грегоровиус Ф. История города Афин в Средние века (От эпохи Юстиниана до турецкого завоевания) / Перевод с нем., послесловие Фрица Шилльманна. — М.: Альфа-книга, 2009. — 767 с. — (Полное издание в одном томе). — 5000 экз. — ISBN 978-5-9922-0307-3.